# Herbertlutzius
Herbertlutzius ist eine ausgestorbene Gattung aus der Ordnung der Paarhufer und gilt als dessen kleinster, bisher entdeckter Vertreter. Er ist bisher nur über ein einzelnes Unterkieferfragment aus dem Eckfelder Maar in der Eifel überliefert. Wie die gesamte Fossilfundstelle wird der Unterkiefer in das ausgehende Mittlere Eozän gestellt und ist somit rund 44 Millionen Jahre alt. Damit gehört Herbertlutzius in die Frühphase der Evolution der Paarhufer.

## Merkmale
Herbertlutzius ist ein sehr kleiner, heute ausgestorbener Paarhufer und erreichte die Größe eines Igels. Überliefert ist die Gattung bisher nur durch ein einzelnes, linkes Unterkieferfragment von 1,9 cm Länge und 0,48 cm Höhe, dem noch der letzte Prämolar und der ersten sowie Teile des zweiten Molaren anhaften. Zudem ist die Wurzel des dritten Prämolaren partiell überliefert. Da die Zähne deutlich abgekaut sind, war das Tier zum Zeitpunkt seines Todes schon ausgewachsen. Die Backenzähne waren lang und schmal. Dabei war der vorderste Molar mit 2,9 mm Länge deutlich kürzer als der hinterste Prämolar mit 3,4 mm, übertraf diesen aber mit 1,7 mm Breite gegenüber 1,4 mm beim vierten Prämolaren. Die Kauflächen der Backenzähne wiesen ein höckerig (bunodontes) ausgebildetes Zahnschmelzmuster auf. Dabei war charakteristischerweise das Trigonid höher als das Talonid, beide wiesen aber etwa die gleiche Breite auf und waren zungenseitig geöffnet. Die durch die paarige Anordnung der Schmelzhöcker entstandenen Jochen besaßen eine markante, transversal zur Zahnlänge verlaufende (tapirartige) Anordnung.
Anhand der Größe des Fossils, vor allem der Zähne, wird angenommen, dass Herbertlutzius zu den kleinsten bisher bekannten Paarhufern zu zählen ist. Ähnlich klein war Diacodexis aus dem Unteren Eozän, dessen europäische Vertreter ähnlich lange, aber breitere Molaren aufwiesen, während die nordamerikanischen Verwandten insgesamt größer waren. Auch Homacodon aus dem Geiseltal wies ähnliche Dimensionen auf. Hier waren aber die Molaren deutlich größer als der hinterste Prämolar, der mit 3,5 mm Länge die Größe von jenem bei Herbertlutzius besaß. Ebenso besaß das nahe verwandte und etwa gleich alte Eygalayodon markant größere hintere Backenzähne und übertraf Herbertlutzius wohl an Körpergröße.

## Fossilüberlieferung
Bisher ist nur ein einzelnes, linkes Unterkieferfragment bekannt, das gleichzeitig den Holotyp (Exemplarnummer MNHM PW 1991/43-LS) darstellt und in der Landessammlung für Naturkunde Rheinland-Pfalz aufbewahrt wird. Dieses wurde bereits im Jahr 1991 während der alljährlich stattfindenden Ausgrabungen im Eckfelder Maar entdeckt, einer sehr fossilreichen Fundstelle in der Eifel, und datiert somit wie die gesamte Fundstelle in das Mittlere Eozän vor rund 44 Millionen Jahren. Gefunden wurde das Fossil in einem Sedimentkörper, der durch Hangabrutsche im ehemaligen Maarsee entstanden war (Turbidit). Da anfänglich noch weitere Funde dieser Paarhufergattung erwartet wurden, blieb das Stück vorerst unbearbeitet und erhielt erst 1994 seine Veröffentlichung.

## Systematik
Herbertlutzius ist eine ausgestorbene Gattung aus der Ordnung der Paarhufer. Ihre Erstbeschreibung erfolgte im Jahr 1994 durch Jens Lorenz Franzen als Lutzia. Da der Name aber schon seit 1903 von einem Vertreter aus der Gruppe der Stechmücken präokkupiert ist, änderte ihn Franzen im Jahr 2009 in Herbertlutzius ab. Beide Namen ehren Herbert Lutz vom Mainzer Naturhistorischem Museum für seine Verdienste um die Erforschung der Fossillagerstätte Eckfelder Maar. Einzige anerkannte Art ist Herbertlutzius eckfeldensis, wobei das Artepithet wiederum auf die Fundstelle verweist. In seiner Erstbeschreibung ordnete Franzen Herbertlutzius in die Familie der Diacodexeidae ein, sehr urtümlichen und meist kleinen Paarhufern, die an der Basis dieser Säugetierordnung stehen und sich durch eine recht kurze Schnauze auszeichnen. Eine Neubearbeitung der frühen Paarhufer lässt aber eine Stellung innerhalb der Familie Dichobunidae und hier in der Unterfamilie Eurodexeinae als eher plausibel erscheinen. Diese sind zwar eng mit den Diacodexeidae verwandt, stellen aber eine eigene, eher auf Eurasien beschränkte Entwicklungslinie der frühen Paarhufer dar. Dadurch besteht eine nähere Verwandtschaft mit Eurodexis und Eygalayodon.